# Tiefbohrverordnung
Tiefbohrverordnungen (abgekürzt BVT oder BVOT) – im Langtitel jeweils als „Bergverordnung für Tiefbohrungen, Tiefspeicher und für die Gewinnung von Bodenschätzen durch Bohrungen“ bezeichnet – sind bergrechtliche Verordnungen der deutschen Bundesländer.
Als wichtigstes weiterführendes Gesetz der in Art. 74 Abs. 1 Nr. 11 GG bestimmten staatlichen Berghoheit ermächtigt das Bundesberggesetz (BBergG) in § 32 und § 68 Abs. 1 die Landesregierungen zum Erlass von Rechtsverordnungen. So haben mehrere Länder, im Interesse bundeseinheitlicher Regelungen, untereinander abgestimmte Tiefbohrverordnungen erlassen.
Die Tiefbohrverordnungen regeln im Wesentlichen
- das Aufsuchen und Gewinnen von den Berggesetzen unterliegenden Bodenschätzen, wie Erdöl, Erdgas oder Sole, durch Bohrungen,
- das Herstellen und Betreiben von Tiefspeichern,
- das Einleiten von Stoffen durch Übertagebohrungen.

Sonstige Bohrungen, z. B. nach Grundwasser, die tiefer als 100 m in den Boden vordringen sollen, unterliegen gemäß § 127 BBergG ebenfalls der Bergaufsicht; bei solchen Bohrungen kommen die BVT/BVOT erst zur Anwendung, wenn die Antriebsleistung des Bohrwerkzeuges mehr als 20 kW beträgt.

### Beispiele für Tiefbohrverordnungen
- Nordrhein-Westfalen
- Bremen